# Dover, Pennsylvania
Dover är en ort i York County i delstaten Pennsylvania, USA.